# Johann Vesque von Püttlingen
Johann Vesque von Püttlingen (ur. 23 lipca 1803 w Opolu Lubelskim, zm. 29 października 1883 w Wiedniu) – austriacki kompozytor, prawnik i mecenas sztuki.

## Życiorys
Był synem urzędnika pochodzącego z Niderlandów Austriackich, który podczas wojen napoleońskich schronił się na dworze księcia Aleksandra Lubomirskiego. W 1804 roku osiedlił się wraz z rodziną w Wiedniu, gdzie uczył się gry na fortepianie u Maximiliana Josepha Leidesdorfa, Ignaza Moschelesa i Jana Václava Voříška oraz kompozycji u Eduarda von Lannoya i Simona Sechtera. Ukończył także studia prawnicze (1827) i przez wiele lat pracował w administracji państwowej. Napisał rozprawę na temat prawa autorskiego, Das musikalische Autorrecht (wyd. Wiedeń 1864). Od 1848 roku kierował jednym z departamentów austriackiego ministerstwa spraw zagranicznych. W 1866 roku odziedziczył tytuł barona von Püttlingen. W 1876 roku został wybrany deputowanym do Izby Panów w Radzie Państwa.
Był mecenasem sztuki i wieloletnim członkiem zarządu Gesellschaft der Musikfreunde. Finansował koncerty, m.in. pierwsze wiedeńskie wykonanie oratorium Paulus Felixa Mendelssohna (1839). W swoim domu urządzał koncerty i spotkania artystyczne, na których bywali m.in. Franz Schubert, Robert Schumann, Hector Berlioz i Ferenc Liszt.
Swoje utwory wydawał pod pseudonimem Johann Hoven. Skomponował opery Turandot (wyst. Wiedeń 1838), Johanna d’Arc (wyst. Wiedeń 1840), Liebeszauber (wyst. Wiedeń 1845), Ein Abenteuer Carls des Zweiten (wyst. Wiedeń 1850) i Der lustige Rat (wyst. Weimar 1852), 3 kwartety smyczkowe, 2 msze oraz prawie 300 pieśni, z czego wiele do napisanych do tekstów Heinricha Heinego.